# كيرميت لوف
كيرميت لوف (بالإنجليزية: Kermit Love) هو محرك دمى أمريكي، ولد في 7 أغسطس 1916 في سبرينغ لاك في الولايات المتحدة، وتوفي في 21 يونيو 2008 في بكبسي في الولايات المتحدة بسبب ذات الرئة.

## وصلات خارجية
- كيرميت لوف على موقع IMDb (الإنجليزية)
- كيرميت لوف على موقع قاعدة بيانات برودواي على الإنترنت (الإنجليزية)
- كيرميت لوف على موقع قاعدة بيانات الفيلم (الإنجليزية)